# مدحت الحاج سري
مدحت بن الحاج أحمد سري بن صالح، سياسي وضابط عسكري برتبة لواء في الجيش العراقي، شغل منصب أمين عاصمة بغداد بين عامي (1967 - 1968)، واعدم في عام 1970 بسبب اتهامه من قبل حزب البعث في المشاركة بمحاولة انقلابية.

## ولادته وعائلته
ولد اللواء مدحت في بغداد، وتعلم القرآن في الكتاتيب وهو صغير ثم أكمل الدراسة الابتدائية والثانوية، ودخل الكلية العسكرية، وتخرج ضابطا، وكان رجلا صالحا من عائلة عربية من الموصل، وكان والده الحاج سري من مؤسسي فوج موسى الكاظم أول فوج في الجيش العراقي، وأخوه هو العقيد رفعت الحاج سري مؤسس تنظيم الضباط الوطنيين، والذي أعدم مع مجموعة من الضباط بعد ثورة الشواف عام 1959.

## تأسيس المتحف البغدادي
لقد ترك مدحت بصمات رائعة في مدينة بغداد عندما كان مدير أمانة العاصمة، وقبلها كان يشغل منصب مدير السياحة في بغداد، ومن الأعمال والانجازات المهمة في فترة عمله بمنصب أمين عاصمة بغداد أنه أنشأ وأسس المتحف البغدادي في عام 1968م، وكان ذلك بالتعاون مع مدير العلاقات والاعلام فخري الزبيدي، والمشاركة مع شخصيات أخرى ساعدتهم على تحويل مبنى مطبعة ولاية بغداد التي انشأها الوالي العثماني مدحت باشا 1869-1872 إلى ما يسمى اليوم المتحف البغدادي، حيث وضع خطة وتصاميم لهيكلته وافتتاحه في الذكرى المائة لتولي مدحت باشا منصب والي بغداد، وكلف الفنان عبد الحسين محروس الذي كان يومها مسؤولاً عن إدارة متحف التاريخ الطبيعي التابع لجامعة بغداد بانجاز تماثيل لشخوص بغدادية موزعين بين حوالي 45 مشهدا يمثلون أصحاب المهن والحرف البغدادية.
لقد أستمد مدحت الحاج سري فكرة التأسيس في تلك الفترة عندما سافر لأحدى الدول وتأثر بمتحف الشمع ومعروضاتهِ، وعلى هذا الأساس قرر إنشاء متحفا شعبيا في بغداد واختير مبنى المطبعة العثمانية التي تقع على ضفاف نهر دجلة بالقرب من المدرسة المستنصرية من قبل فريق العمل المساعد في دائرة أمانة بغداد، وكان القصد منهُ توثيق فترة زمنية من تاريخ أهالي بغداد بتفاصيل دقيقة لكل الطقوس الحياتية والتقاليد والمهن والألعاب الشعبية بازيائهم التاريخية وبشناشيلهم الاثرية لتتعرف عليها الاجيال الحاضرة والمقبلة، إضافة إلى جعله واحداً من أبرز المتاحف السياحية التي يُقدم عليها الأجانب، وأفتتح المتحف من قبل أمين العاصمة السيد إبراهيم محمد إسماعيل عام 1970 الذي خلف اللواء مدحت الحاج سري في منصب أمين العاصمة.
ولقد كان مدحت الحاج سري من المهتمين بالتراث الشعبي لمدينة بغداد، وكان يحضر بإستمرار اجتماعات الجمعية البغدادية والتي يواظب على حضور اجتماعاتها عدد من الاكاديميين وعلماء الاجتماع والمؤرخين العراقيين ومنهم (المهندس محمد مكية والمؤرخ مصطفى جواد والطبيب كمال السامرائي والاستاذ سالم الآلوسي والاستاذ نافع قاسم والمهندس العربي سابا شبر والدكتور عبد الله احسان والاستاذ نعمان الجليلي والاستاذ علي المياح الاستاذ بجغرافية المدن في جامعة بغداد). 

## وفاته
أعدم مدحت الحاج سري رميا بالرصاص في عام 1390 هـ/ 1970 على خلفية إتهامه بالاشتراك في محاولة انقلاب العقيد ركن عبد الغني الراوي.